# Войны моро
Войны моро — принятое в исторической литературе наименование конфликтов между колонизировавшими Филиппины испанцами и местным мусульманским населением, которое испанцы называли «моро» («мавры»). Эти конфликты длились с начала испанской колонизации Филиппин в XVI веке и вплоть до потери испанцами Филиппин в результате испано-американской войны в 1898 году.

## Начало конфликта
Испанские владения на Филиппинах сводились лишь к нескольким небольшим поселениям. Территориальные границы подконтрольных испанским властям земель включали северные и центральные районы, южные же острова, населённые моро, сохраняли независимость. (в литературе о Филиппинах иногда используется такое собирательное название этих территорий, как Моролэнд, в старых русских источниках встречалось название Мороландия). Крупнейшими исламскими государствами Филиппин были султанаты Сулу и Магинданао. Мусульмане совершали рейды в приморские христианизированные районы Висайев и Южного Лусона, испанцы совершали ответные карательные экспедиции на Минданао и Сулу. Военные акции перемежались дипломатическими, завершавшимися заключением непрочных и непродолжительных мирных договоров и соглашений.

## XVII-XVIII века
Правивший в Магинданао султан Кудрат сумел в 1630—1640-х годах объединить под своей властью весь остров Минданао, запретил деятельность католических миссионеров на мусульманских территориях, и подписал в 1646 году мирный договор с испанцами, который долгое время обеспечивал сравнительно спокойную обстановку в пограничных мусульманских и христианских районах Архипелага.
Мир был нарушен с восстановлением испанцами в 1718 году форта в Замбоанге в северной части Минданао. Регулярно проводившиеся в 1720—1760-х годах военные операции моро, старавшихся вытеснить испанцев из Замбоанги, в целом были неудачными, но и попытки испанцев закрепиться во внутренних районах Минданао и захватить Сулу также окончились безрезультатно.
Новое осложнение обстановки на мусульманском юге было вызвано английским проникновением в этот регион. В 1761 году секретарь мадрасского совета Британской Ост-Индской компании А.Далримпл прибыл в Холо и подписал с султаном Сулу договор «О дружбе и торговле». В 1762 году он добился передачи англичанам острова Балабанган, ставшего опорной базой английской торговли с Китаем. После захвата Манилы англичане оказали поддержку находившемуся там в качестве заложника сулуанскому султану Алимуддину I, организовав в 1764 году его возвращение на родину в ответ на одобрение им всех договоров, подписанных ранее правителями Сулу с Ост-Индской компанией. В 1830-х годах британские агенты стали создавать в столице Сулу сильную проанглийскую группировку из местных феодалов.

## XIX век
В 1843 году торговый договор с султаном Сулу заключили французские агенты. В следующем году самалы с острова Басилан напали на французское судно, убили офицера и захватили матросов в качестве заложников. Игнорируя протесты испанского губернатора Замбоанги, французская военная эскадра блокировала остров Басилан. В 1845 году представитель Франции в Китае добился от сулуанского султана согласия на продажу Басилана французам, однако эта сделка не была одобрена правительством Франции, избегавшим втягивания в открытую конфронтацию с Испанией.
Этот эпизод серьёзно встревожил испанцев и послужил толчком к началу активной политики по завоеванию мусульманского юга. В 1846—1848 годах испанцы организовали экспедицию по завоеванию островов Балангинги. После прибытия в 1848 году из метрополии трёх паровых судов, которые блокировали центральный остров этой островной группы, сопротивление воинственных самалов было сломлено. Самалы были почти поголовно истреблены, их крепости и селения — разрушены, было вырублено несколько тысяч кокосовых пальм.
Разгром самалов ухудшил отношения испанцев с Сулу, где усилилась проанглийская группировка. В 1849 году раджа Саравака и британский консул Джеймс Брук подписал договор с султаном Сулу, согласно которому англичане получали права свободного въезда, поселения, приобретения собственности в султанате и привилегии наиболее благоприятствуемой нации в торговле. Чтобы не допустить эскалации конфликта с Испанией, договор не был ратифицирован Лондоном.
Обвинив султана в поддержке пиратских рейдов самалов, испанцы направили экспедицию в Сулу. Моро оказали ожесточённое сопротивление и заставили испанцев отступить в Замбоангу. Укрепив флот паровыми судами, испанцы вновь подошли к столице сулнатаната, одержав на этот раз победу в морском сражении. По мирному договору 1851 году Сулу перешёл под протекторат Испании. Англичане отказались признать договор, и демонстративно продолжали контакты с султаном как с главой независимого государства.
В 1850-х годах испанцы, пообещав султану Магинданао помощь в борьбе с Буайаном и собственными феодалами, получили ряд территорий в центре острова Минданао, а в 1861 году оккупировали один из главных городов султаната — Котабато. В начале 1860-х годов испанцы поделили захваченные мусульманские территории на шесть округов (пять — на Минданао, один — на Басилане), поставив их под контроль военной администрации.
В конце 1860-х годов сулуанский султан Джамаль-уль-Азам поднял восстание и публично сжёг испанский флаг, провозгласив независимость султаната Сулу. Покорение султаната потребовало от Испании больших усилий, и лишь в 1878 году, в результате сосредоточения больших сил и тактики беспощадного поголовного истребления населения, испанцам удалось подписать с султаном договор о капитуляции и признании сюзеренитета Испании. В 1885 году этот сюзеренитет был признан Великобританией и Германией.
При завоевании мусульманских районов Минданао испанцы в 1870-х годах столкнулись с сильным противником в лице буайанского феодала Утто, объединившего под своей властью султанаты Буайан и Магинданао. В результате войны 1886—1887 годов Утто был вынужден подписать мирный договор с испанцами, однако сохранил значительную самостоятельность: его владения оставались закрытыми для колониальных чиновников и католических миссионеров.
В 1888—1891 годах генерал-губернатор Валериано Вейлер организовал экспедицию против маранао, проживавших на западном побережье Минданао, однако испанцам удалось закрепиться лишь в порту Малабанг. Кампания 1894—1896 годов против маранао была ещё менее успешной. С началом в 1896 году Филиппинской революции испанцам пришлось перебросить войска с Минданао в Манилу, так и не завершив завоевание острова.